# Alekszandr Ivanovics Lavejkin
Alekszandr Ivanovics Lavejkin (oroszul: Александр Иванович Лавейкин; Moszkva, 1951. április 21. –) szovjet-orosz gépészmérnök, űrhajós.

## Életpálya
1968-ban végezte el az 57. sz. 10 osztályos német nyelvű speciális iskolát. Moszkvában a Bauman Műszaki Egyetemen 1974-ben szerzett gépészmérnöki diplomát űreszközök gyártása szakon. 1974. április 1-jétől a Központi Kísérleti Gépgyártási Tervezőiroda (CKBEM, ma: RKK Enyergija) 221-es, majd október 25-től a 025-ös részlegének munkatársa volt, ahol mérnökként az űrhajók szilárdási számításaival, valamint a hidraulikus és pneumatikus rendszerek tervezésével foflalkozott. 1978. december 8-tól részesült űrhajóskiképzésben. A felkészülés során pilótaigazolványt szerzett és 46 ejtőernyős ugrást hajtott végre. Az egészségügyi vizsgálatok során további lehetőséget kapott űrhajós szolgálatra. Kiképezték a Szojuz-program/Buran űrexpedícióban való részvételre. Súlygyarapodás miatt nem tudott a szkafanderben dolgozni, nem kapott további feladatot. Űrhajós pályafutását 1994. április 27-én fejezte be. 2009-től Moszkvában önkormányzati képviselőjelölt volt, de nem jutott mandátumhoz.

## Űrrepülések
Szojuz TM–2 szállította a Mir űrállomásra, ahol repülőmérnökként szolgált. Három alkalommal végzett külső szerelést, összesen 8 órát és 48 percet töltött a világűrben. Egészségi okok miatt visszatért a Földre. Összesen 174 napot, 3 órát, 25 percet és 56 másodpercet töltött a világűrben.

## Kitüntetések
- Megkapta a Szovjetunió Hőse kitüntetést és a Lenin-rendet.